# 카쿠레인저
《카쿠렌쟈》는 《닌자전대 카쿠레인저》의 등장인물이다.
전국 시대에 탄생한 퇴마사를 전문으로 하는 닌자 집단 「카쿠레류」의 사용자와 후예들. 츠루히메와 지라이야만 닌자로서 정규 훈련을 받았지만 사스케 싸이 코끼리·세이 카이는 후손이라는 뿐 원래는 일반인이었다. 또, 성은 설정되지 않았다.
입후보의 말은 「사람에 숨어서 악을 벤다, 닌자전대 카쿠레인저 등장!」. 또 샘스 다운의 제스처와 함께 「성패!」특정 제리 후 비롯된 뒤 전투 개시하기도 많다.

## 사스케 / 닌자 레드
사루토비 사스케의 후손. 서브 리더에서 멤버 최연장. 카파에 속아서, 요괴의 에너지를 가두고 있었는데,「봉인의 문」을 열어 버린 책임에서 카쿠레인저의 일원이 된다. 싸이 코끼리와는 카쿠레인저를 결성 전부터 교제했다. 평소에는 변태로 저돌 맹진 기색이지만 전쟁 때는 차분함을 보이며 적의 함정을 파고드는 예리한 느낌도 갖는다. 동경토박이 말투로 잘 요괴 상대로 「야 ○ ○!」하겠다고 큰소리를 치다. 좋아하는 것은 불꽃이다. 제2부 「청춘 격투 편」에서는 자기 자신을 잃어버린 츠루히메를 때리는 등 츠루히메의 좋은 이해자적 존재가 되어 갔다. 원숭이의 가벼운 움직임을 갖고 칼로 분신을 잘하는. 멤버 중에서도 특히 잠재 능력이 좋고, 자는 시간도 아끼고 어려운 수행을 하고 있다. 시리즈 첫「리더가 아닌 레드」이지만, 그 성격에서 일행을 이끌어 가는 역할을 할 것이 많았다. 고 스케줄이라는 사촌 동생이 있다. 개인의 마크는 원형.
《초력전대 오레인저: 올레 vs. 카쿠레인저》
웨스턴 마을에서 오레인저들 앞에 나타나며 이들에게 도움을 청했다. 웨스턴 마을의 바로병과의 싸움에서는 츠루히메, 미우라와 함께 웨스턴 스타일의 총격전도 피했다.
《수리검전대 닌닌저》
미행의 7에 《인풍전대 허리케인저》의 시나 요스케/허리케인 레드와 함께 게스트 출연했다. 닌닌저에 전달한 성적표의 서명에서는 「사루토비 사스케」으로 기술되어 있다.
사스케는 오가와 테루아키가 연기했다.

## 츠루히메 / 닌자 화이트
카쿠레류식 츠루히메가의 24대째 얼간이로 5명의 리더. 봉인의 문을 열어 궁지에 빠진 사스케와 사이 코끼리를 구하고 카쿠레인저 소집을 결의하는. 그녀만 이름이 한자 표기인본 작품 오리지날의 것이지만 다른 멤버 역시 그 이름은 조상으로부터 물려받은 이름이다. 1978년 7월 22일이고 멤버 최연소의 15세. 나중에 16살이 된다<ref>나이는 35말의 엔드 롤에서 판명되었다./ref>일점. 동료들에 대한 자애도 깊은 상처 난 동료를 버릴 것은, 비록 인형이지도 못한다. 이야기 후반부터 7살 때 죽었다고 들었다 아버지를 그리워한 나머지 자신을 잃기도 했다. 학의 나긋나긋한 비행 능력을 갖고 종이학 공격을 잘하는. 소꿉 친구의 유키시로·에도와 함께"을 처벌 세일러 세 자매"를 결성하고 카마이타치과 대결하기도 했다[ep 5][주 3]. 제26이야기에서 실은" 초"이 붙은 공주였음이 판명[ep 6]. 제6화에서 목 목련로부터 구혼하거나 V시네마에서 옹브오바케에 습격당하거나랑 자주 요괴에 노리다 졌다. 개인의 마크 당나라의 자형.
츠루히메는 히로시 사토미가 연기했다.